# Jajce
Jajce (en cyrillique: Јајце) est une ville et une municipalité de Bosnie-Herzégovine située dans le canton de Bosnie centrale et dans la fédération de Bosnie-et-Herzégovine. Selon les premiers résultats du recensement bosnien de 2013, la ville intra muros compte 8 087 habitants et la municipalité 30 758.
En 2006, la ville s'est portée candidate pour être inscrite sur la liste du patrimoine mondial de l'UNESCO pour son ensemble naturel et architectural,.

## Géographie
Jajce est située au centre de la Bosnie-Herzégovine, au carrefour des routes qui conduisent à Banja Luka, Mrkonjić Grad et Donji Vakuf. La ville se trouve au confluent de la Pliva et du Vrbas.

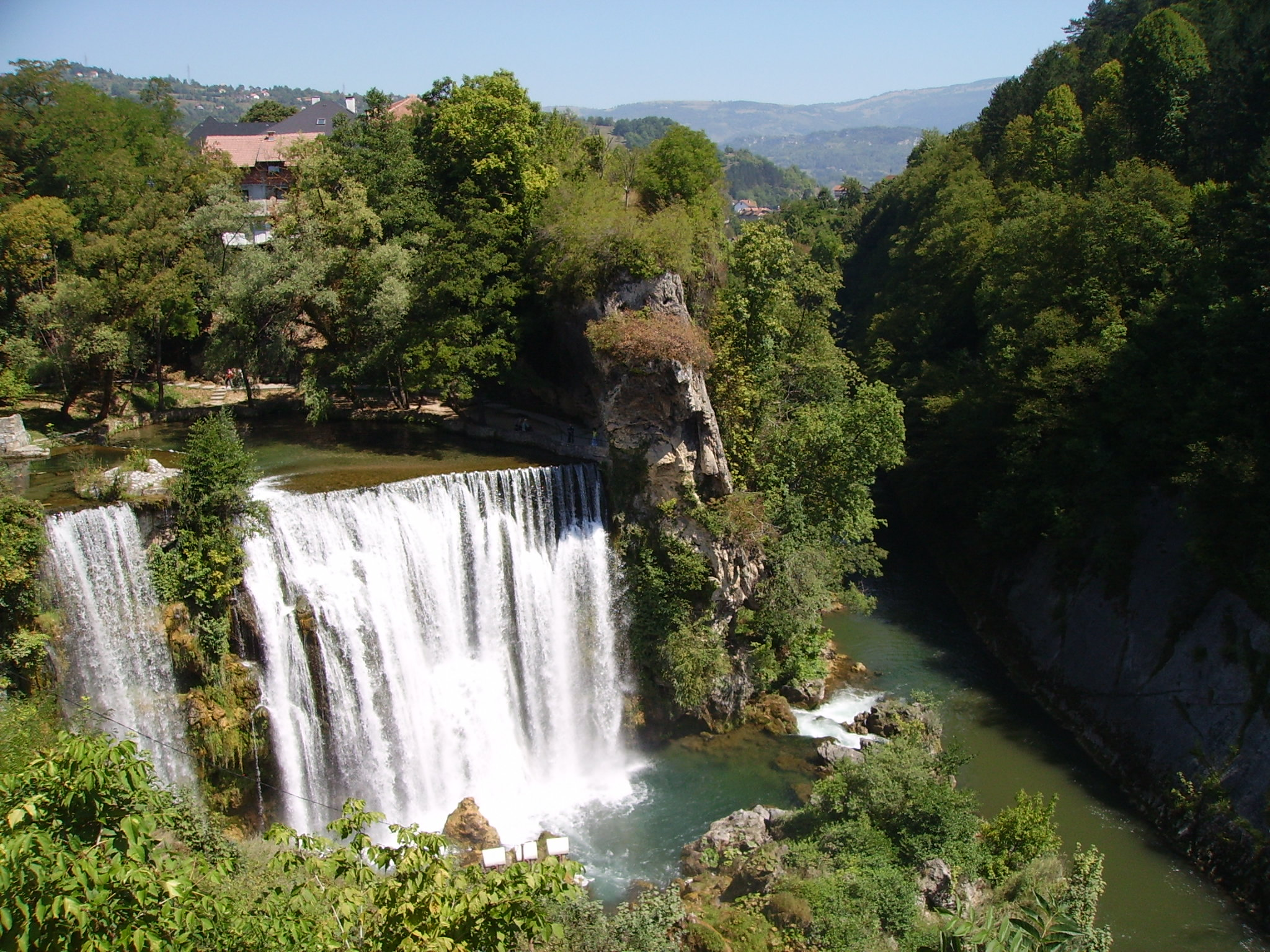
La cascade de Jajce.

## Histoire

### Antiquité
La découverte en 1931 d'éléments du Mithraeum de Jajce, bien conservé, datant du IVe siècle apr. J.-C. ou même du IIe siècle, témoigne d'une implantation romaine importante du culte de Mithra.

### Période médiévale et période ottomane

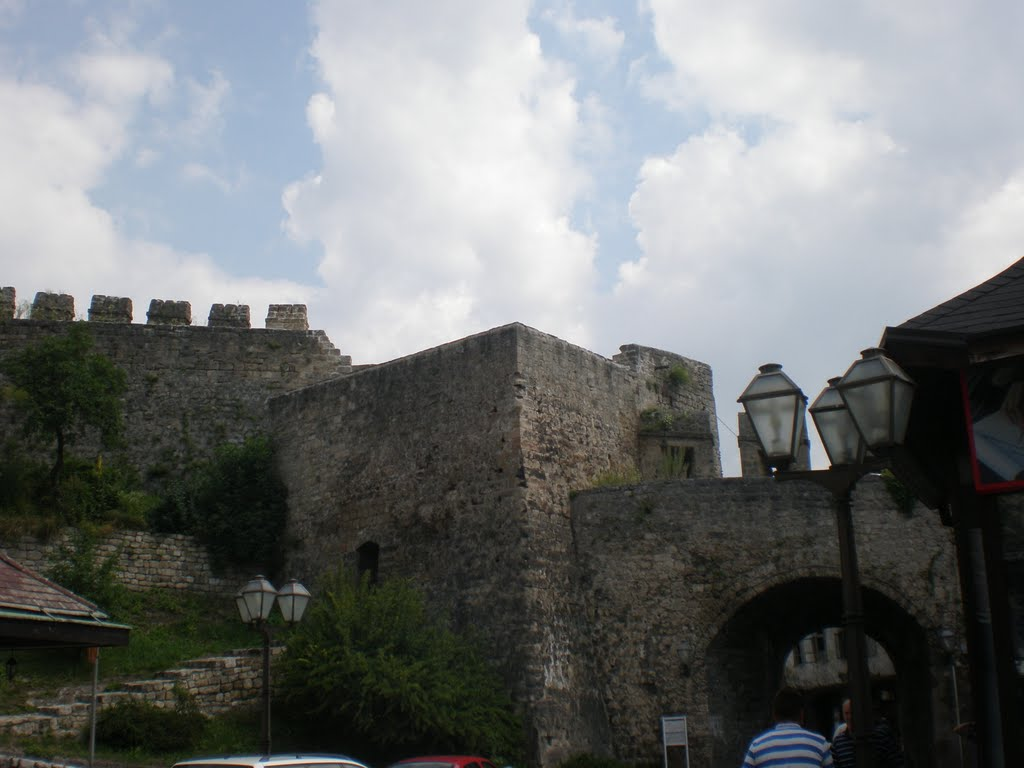
Vue de la forteresse de Jajce.

La ville de Jajce, construite au XIVe siècle, a été la capitale du royaume de Bosnie. De cette période, Jajce garde des portes et des fortifications, ainsi qu'une forteresse. Les Ottomans s'emparent du royaume de Bosnie en 1463. Jajce est reprise en 1464 par le roi de Hongrie Matthias Ier. Dans les années suivantes la reine Katarina Kosača-Kotromanić restaure l'église Saint Luc, qui est aujourd'hui l'église la plus ancienne de la ville. En 1527, Jajce est la dernière ville de Bosnie à tomber entre les mains des Ottomans.

### Période austro-hongroise

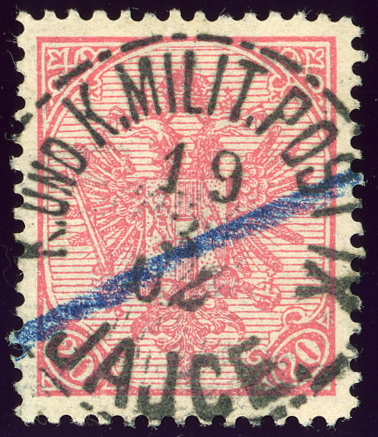
Timbre avec oblitération militaire K.U.K.MILIT.POST IX JAJCE en 1902.

Après la défaite de l'Empire ottoman dans la guerre russo-turque de 1877-1878 et à la suite du congrès de Berlin, la Bosnie et l'Herzégovine sont placées sous le contrôle de l'Autriche-Hongrie en 1878. Lors de l'occupation militaire de la Bosnie-Herzégovine par l'Autriche-Hongrie, le 7 août, une bataille rangée se déroule près de Jajce, où les Austro-Hongrois perdent 600 hommes face aux insurgés serbes et bosniaques.

### Seconde Guerre mondiale
Au cours de la Seconde Guerre mondiale, Jajce accueille la deuxième convention du Conseil anti-fasciste de libération nationale de la Yougoslavie (Antifašističko V(ij)eće Narodnog Oslobođenja Jugoslavije). Cette réunion, le 29 novembre 1943, pose les bases de la future république fédérative socialiste de Yougoslavie.

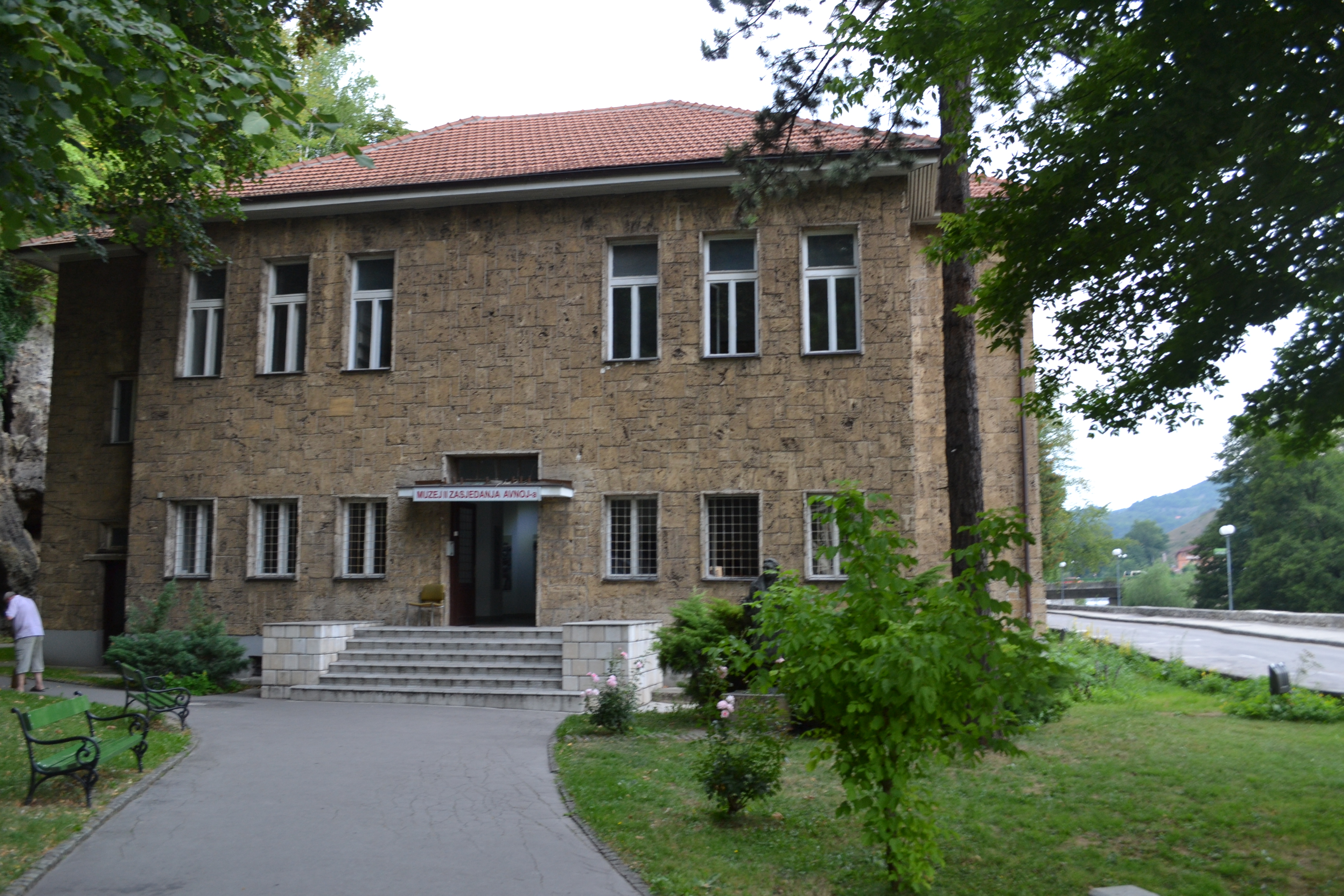
La maison de l'AVNOJ à Jajce.

### Guerre de Bosnie-Herzégovine
Au début de la guerre de Bosnie-Herzégovine, Jajce est une ville de peuplement mêlé, à la jonction de secteurs majoritairement serbes au nord, bosniaques au sud-est et croates au sud-ouest. Entre fin avril et début mai 1992, la plus grande partie de la population serbe quitte la ville pour se réfugier sur les territoires contrôlés par la république serbe de Bosnie. L'église orthodoxe serbe est dynamitée dans la nuit du 10 au 11 octobre 1992.
Au cours de l'été 1992, l'Armée de la république serbe de Bosnie (VRS) bombarde la ville et les forces serbes y entrent en octobre 1992, profitant sans doute d'un manque de coordination entre le gouvernement bosniaque et les forces croates[réf. nécessaire]. La population bosniaque et croate se réfugie à Travnik. Des contre-offensives croates ont lieu en août et septembre 1995 et la ville est alors reprise. À la suite des accords de Dayton (1995), Jajce est intégrée à la fédération de Bosnie-et-Herzégovine ; une partie de son territoire est rattachée à la municipalité de Jezero nouvellement créée et intégrée à la république serbe de Bosnie.
- Operation Vrbas (1992) (en)
- Opération Maestral (1995)

## Localités

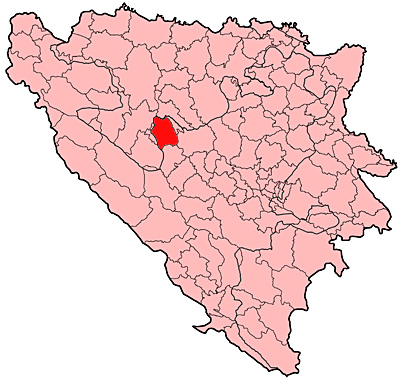
Localisation de la municipalité de Jajce en Bosnie-Herzégovine.

La municipalité de Jajce compte 58 localités :
| - Bare - Barevo - Bavar - Biokovina - Bistrica - Borci - Božikovac - Bravnice - Brvanci - Bučići - Bulići - Carevo Polje | - Cvitović - Ćusine - Divičani - Dogani - Donji Bešpelj - Doribaba - Drenov Do - Dubrave - Gornji Bešpelj - Grabanta - Grdovo - Ipota | - Jajce - Jezero - Kamenice - Karići - Kasumi - Klimenta - Kokići - Krezluk - Kruščica - Kuprešani - Lendići - Lučina | - Lupnica - Magarovci - Mile - Peratovci - Podlipci - Podmilačje - Prisoje - Prudi - Pšenik - Rika - Selište - Seoci | - Smionica - Stare Kuće - Šerići - Šibenica - Vinac - Vlasinje - Vrbica - Vukičevci - Zdaljevac - Žaovine |

## Démographie

### Villeintra muros

#### Évolution historique de la population dans la villeintra muros
| 1948 | 1953 | 1961  | 1971  | 1981   | 1991   | 2013  |
| ---- | ---- | ----- | ----- | ------ | ------ | ----- |
| -    | -    | 6 853 | 9 127 | 11 918 | 13 579 | 8 087 |

|  |

### Municipalité

#### Évolution historique de la population dans la municipalité
| 1961   | 1971   | 1981   | 1991   | 2013   |
| ------ | ------ | ------ | ------ | ------ |
| 29 453 | 35 002 | 41 197 | 45 007 | 30 758 |

#### Répartition de la population par nationalités dans la municipalité (1991)
En 1991, sur un total de 45 007 habitants, la population se répartissait de la manière suivante :
Recensement 2013:
- 13.269 Bosniaques (48,7 %)
- 12.555 Croates (46,1 %)
- 501 Serbes (1,8 %)
- 933 autres (3,4 %)

## Politique
À la suite des élections locales de 2012, les 25 sièges de l'assemblée municipale se répartissaient de la manière suivante :
| Parti                                                                                 | Sièges |
| ------------------------------------------------------------------------------------- | ------ |
| Parti d'action démocratique (SDA)                                                     | 7      |
| Union démocratique croate de Bosnie et Herzégovine (HDZ BiH)                          | 6      |
| Parti social-démocrate (SDP)                                                          | 4      |
| Coalition croate pour Jajce (HDZ 1990-HKDU BiH)                                       | 2      |
| Parti pour la Bosnie-Herzégovine (SBiH)                                               | 2      |
| Alliance pour un meilleur avenir de la Bosnie-Herzégovine (SBB BiH)                   | 2      |
| Parti croate des droits de Bosnie-et-Herzégovine (HSP BiH)                            | 1      |
| Parti paysan croate de Bosnie-et-Herzégovine (HSS) - Nouvelle initiative croate (NIH) | 1      |

Edin Hozan, membre du Parti d'action démocratique (SDA), a été réélu maire de la municipalité.

## Sport
- La ville de Jajce accueille les Championnats du monde de course en ligne de canoë-kayak du 23 au 25 août 1963.

## Tourisme
Parmi les Monuments nationaux de Jajce :

### Nature
Font d'abord partie de l'ensemble patrimonial de la ville, le site, les chutes de la Pliva, au confluent de la Pliva et du Vrbas, qui tombent d'une hauteur de 20 m, les montagnes alentour, qui font partie des Alpes dinariques, et constituant de multiples occasions d'excursion.

### Jajceintra muros

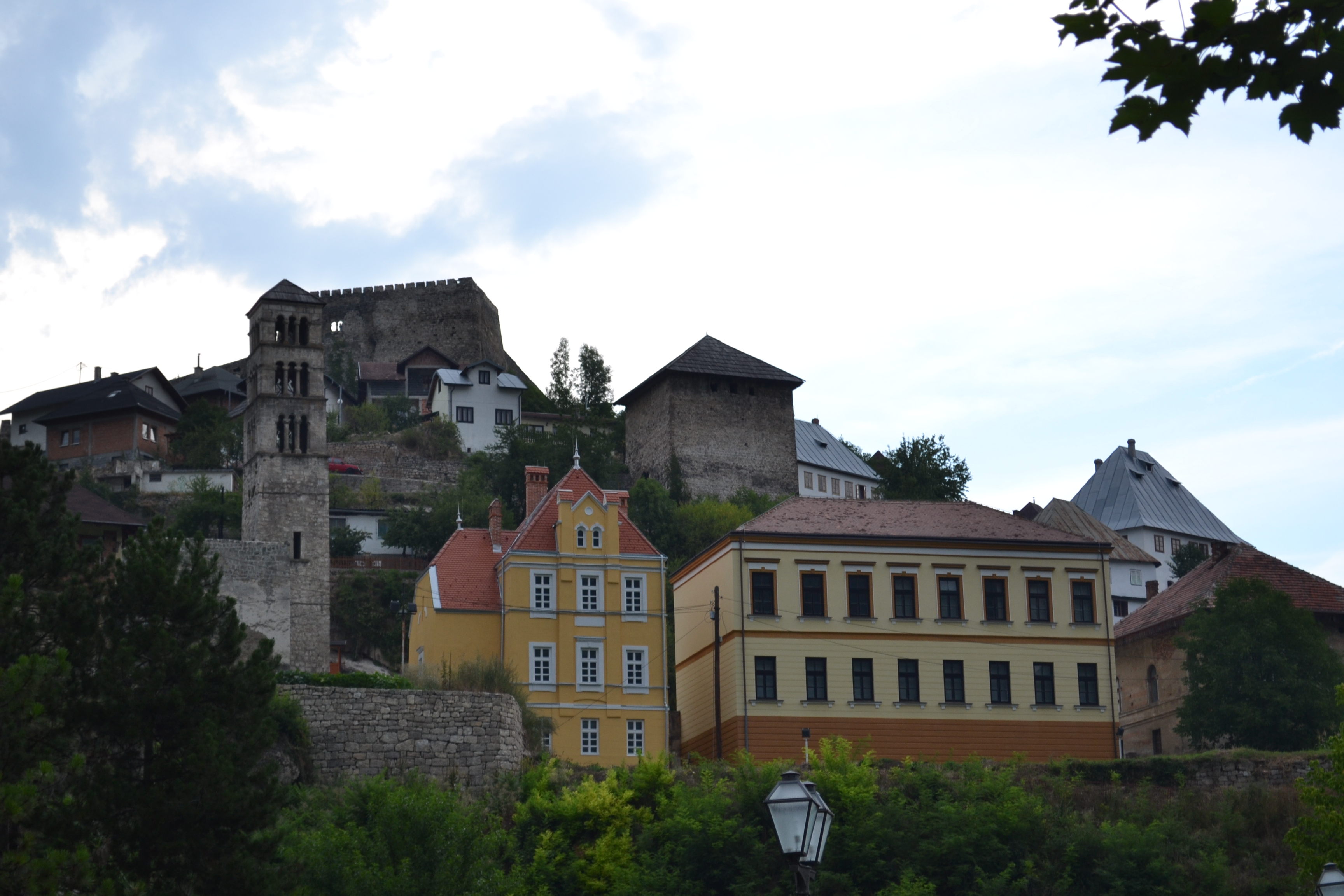
La forteresse de Jajce.

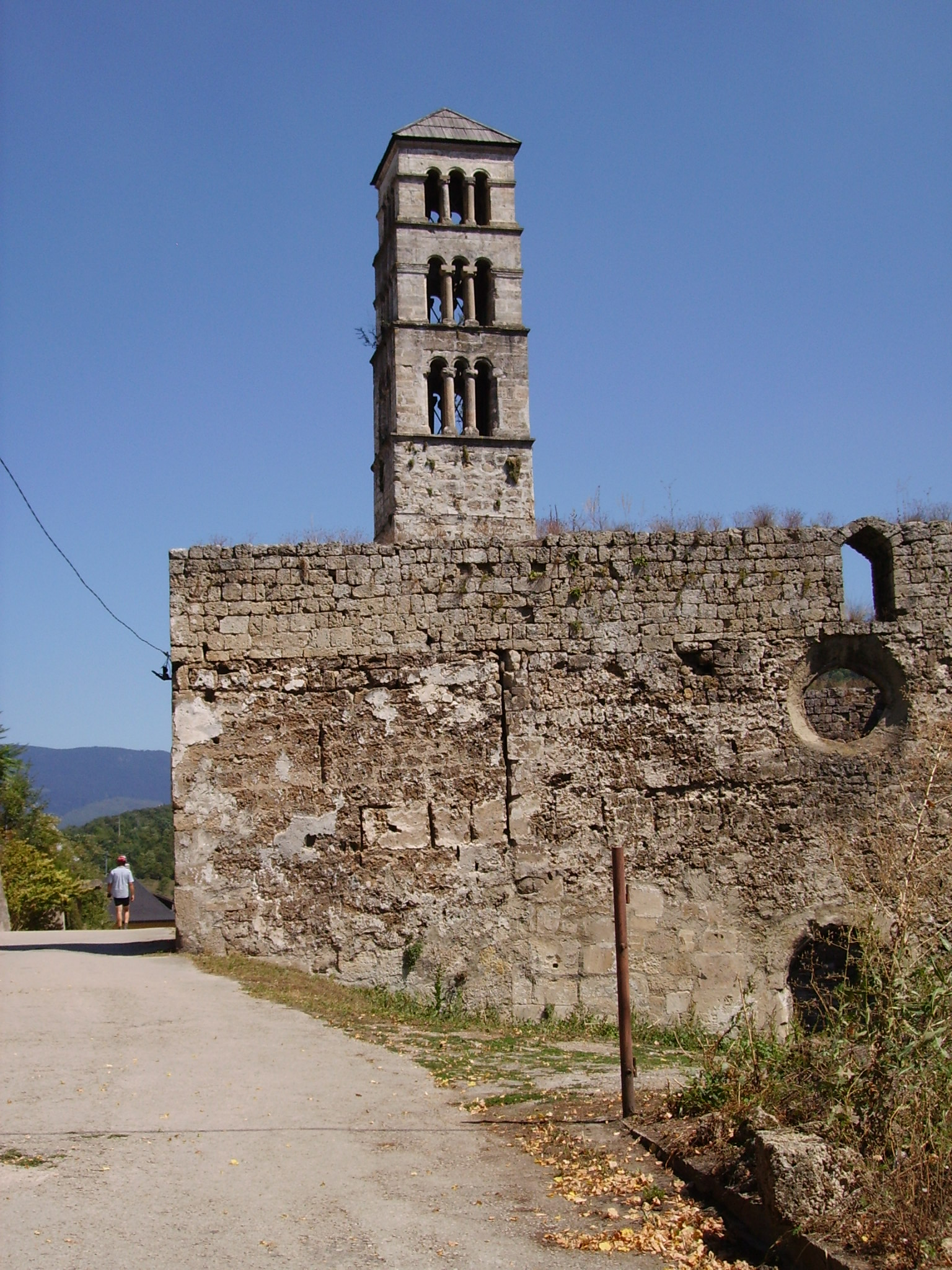
L'église Sainte-Marie, avec le clocher de Saint-Luc.

L'UNESCO a commencé à rénover les secteurs historiques de la ville, soutenu par une organisation suédoise appelée Kulturarv utan gränser, « Culture sans frontières ». Il s'agit d'abord de restaurer les maisons anciennes, construites dans un style traditionnel[réf. nécessaire].
Jajce conserve plusieurs sites inscrits sur la liste des monuments nationaux de Bosnie-Herzégovine :
- le Mithraeum de Jajce, du début du IVe siècle[12] ;
- la forteresse et notamment ses remparts et ses bastions[13],[14] ;
- l'église Sainte-Marie avec le clocher de Saint-Luc, ensemble remontant au XVe siècle et transformé en mosquée en 1528[15] ;
- la maison d'Omer Bey, qui date de la seconde moitié du XVIIe siècle[16] ;
- le cimetière catholique de Hrast, à partir de 1719[17] ;
- la mosquée de la sultane Esma (Čaršijska džamija), construite en 1749 et 1750 dans la čaršija de Jajce[18] ;
- la maison Burić, qui remonte à la seconde moitié du XVIIIe siècle[19] ;
- la maison Kršlak (Maison Kapetanović), qui date de la fin du XVIIIe siècle[20] ;
- la vieille maison Kršlak, qui date elle aussi de la fin du XVIIIe siècle[21] ;
- la mosquée Dizdar (Mosquée des femmes), construite en 1812-1813[22] ;
- la fontaine Hafizadić (Vieille fontaine), construite en 1845-1846[23] ;
- la maison Sarač, construite en 1899[24] ;
- l'église de la Mère-de-Dieu, une église orthodoxe construite entre 1930-1935[25] ;
- la maison de l'AVNOJ, construite entre 1932 et 1934 et transformée en musée en 1953, qui abrite une locomotive à vapeur datant de 1920[26],[27] ;
- la mosquée de Sinan Bey (Okića džamija)[28] ;
- les catacombes de Jajce[29] ;
- la musafirhana de Jajce[30] ;
- un bâtiment situé 11 rue Varoš[31].

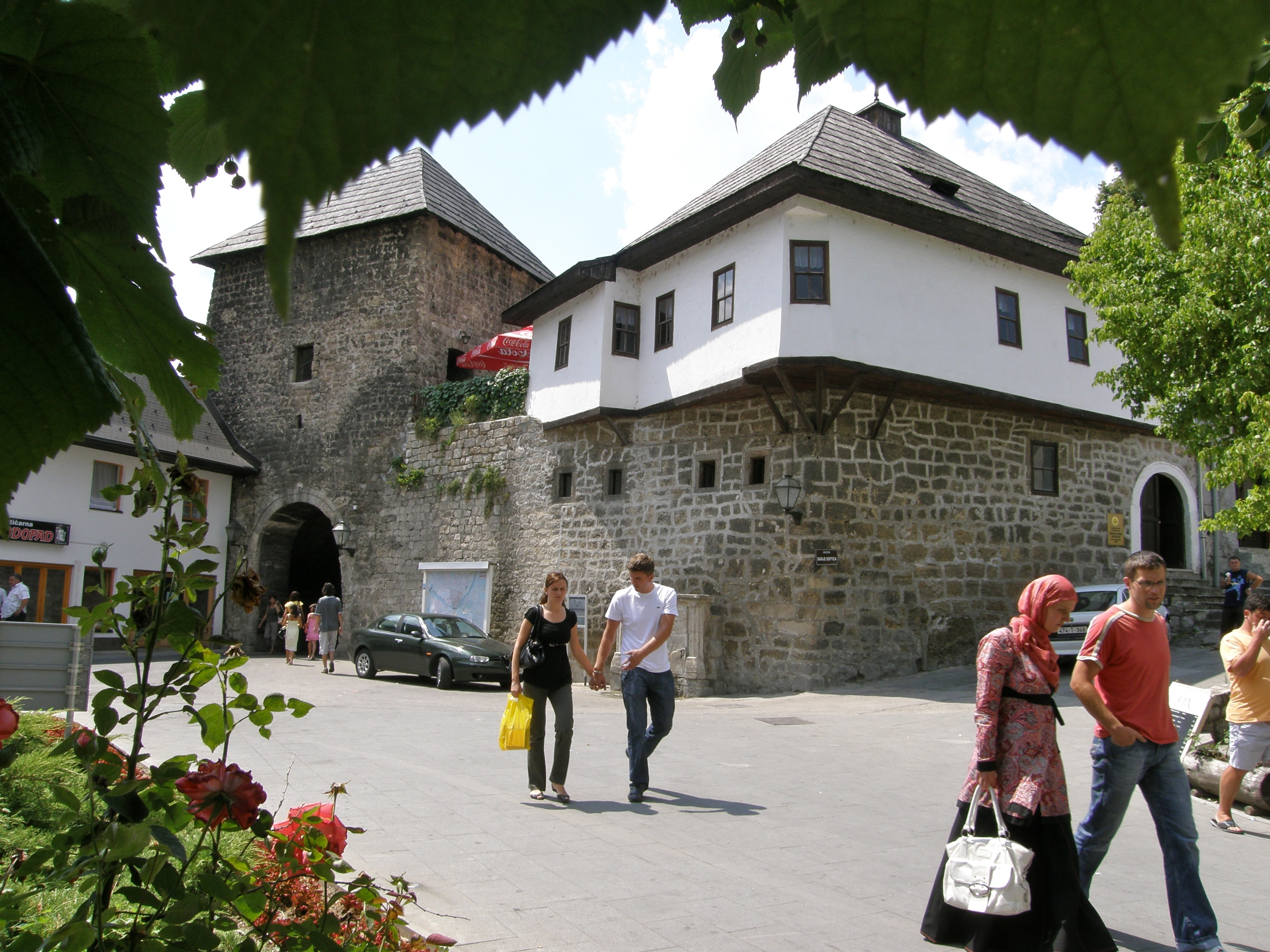
La maison d'Omer Bey.
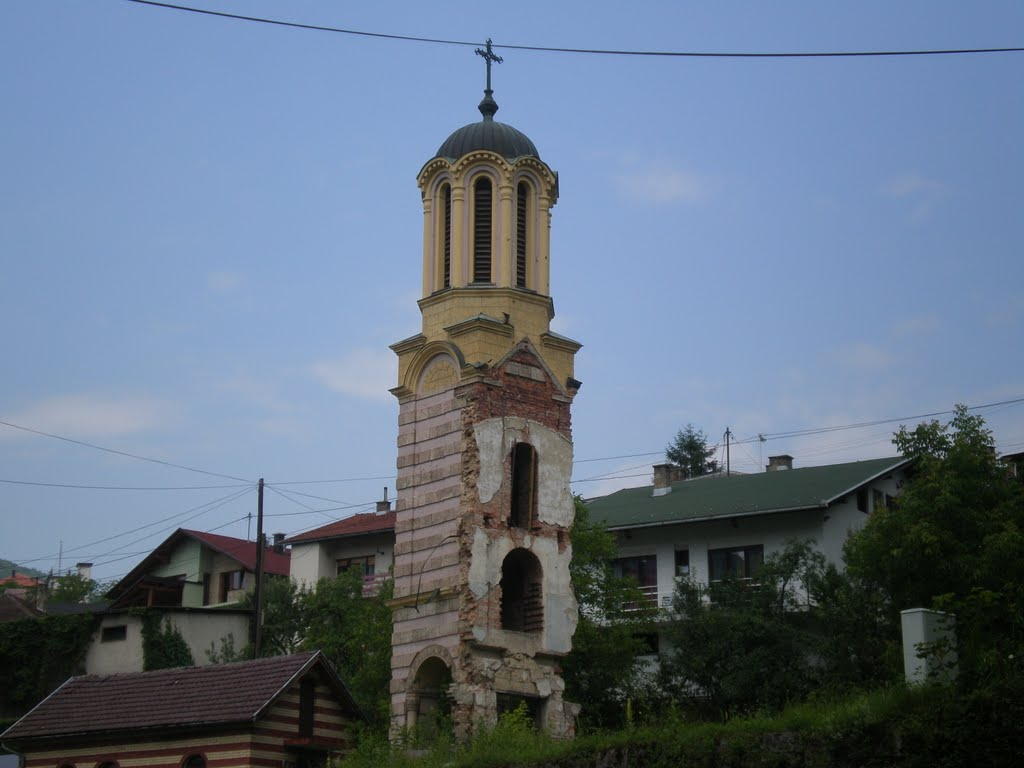
L'église orthodoxe de Jajce.

### Municipalité
La municipalité abrite d'autre sites classés :
- la tombe du roi à Zastinje, qui remonte au XVe siècle[32] ;
- la forteresse de Komotin à Cvitović, qui remonte au début du XIVe siècle[33] ;
- l'église Saint-Jean de Podmilačje, une église catholique construite au XVe siècle[34] ;
- la nécropole de Vinac, avec ses 38 stećci[35] ;
- la forteresse de Vinac, qui remonte au XVe siècle[36] ;
- le lac de Pliva et son ensemble de moulins[37].

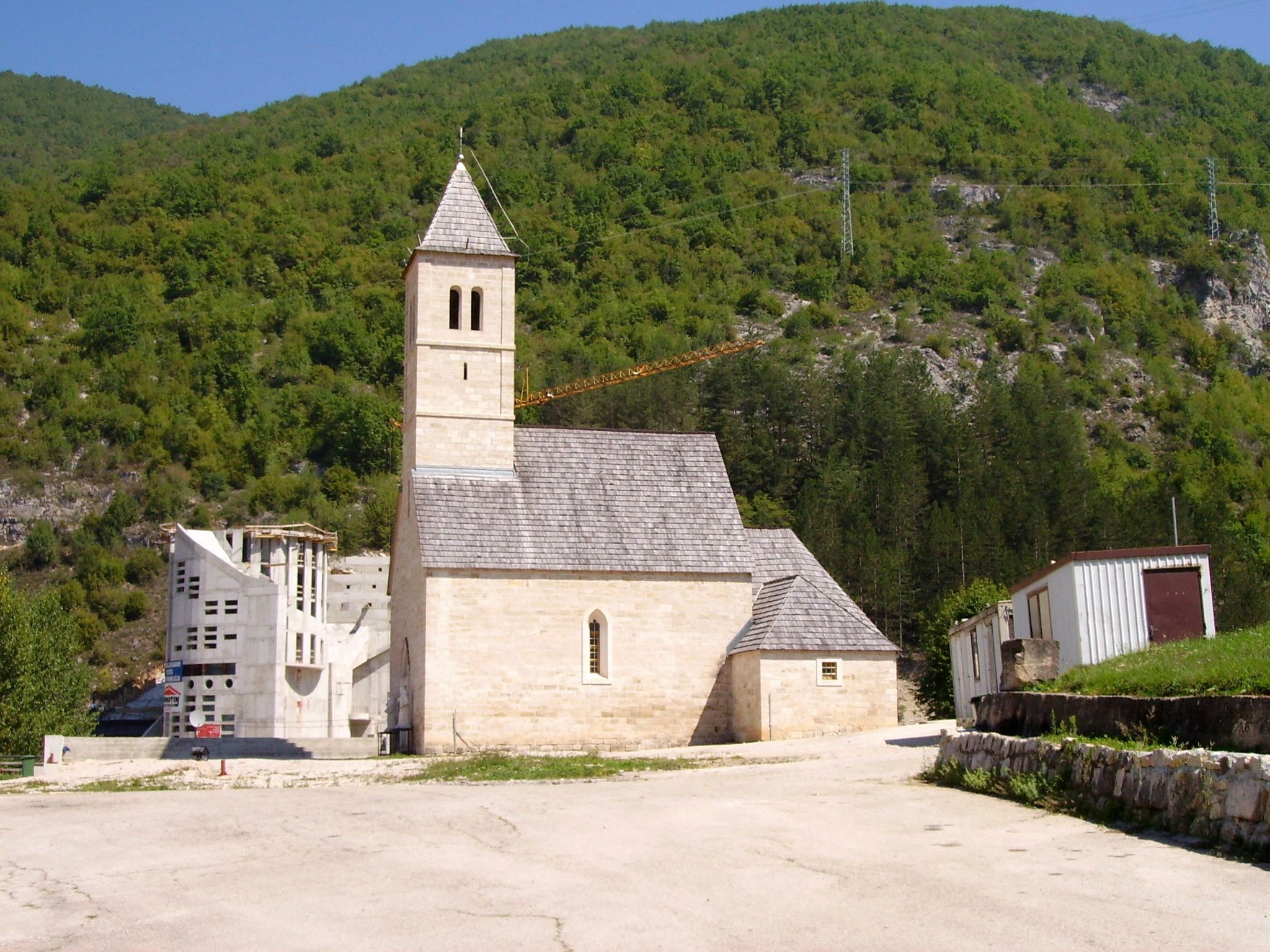
L'église Saint-Jean de Podmilačje.
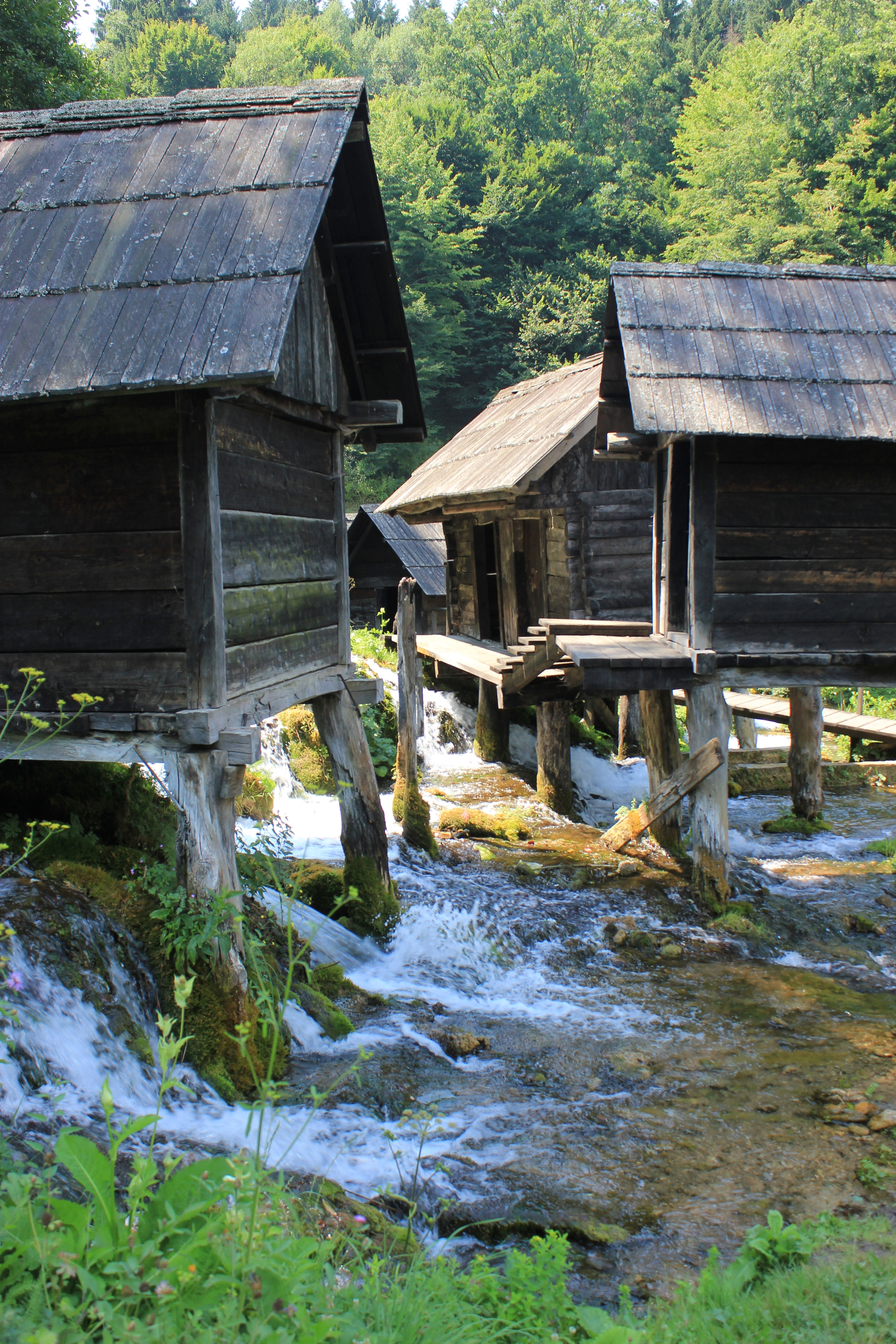
Le lac de Pliva et son ensemble de moulins.

## Personnalités
- Hrvoje Vukčić Hrvatinić (vers 1350-1416), ban de Bosnie et Dalmatie ;
- Nikola Šop (1904-1982), poète ;
- Hasija Borić (né en 1953), acteur et metteur en scène ;
- Dubravko Lovrenović (né en 1956), philosophe ;
- Aldin Popaja (né en 1971), peintre ;
- Aldin Kurić - Al' Dino (en) (né en 1970), chanteur et compositeur ;
- Denis Bahtijarević ;
- Danka Damjanović ;
- Ilija Sivonjić ;
- Miroslav Filipović (1915-1946), extrémiste fasciste croate et moine franciscain ;
- Duško Gojković (1931-2023), trompettiste de jazz ;
- Irfan Škiljan (né en 1973), analyse programmeur ;
- Bojan Tokič (né en 1981), pongiste ;
- Mato Jajalo (né 1988), footballeur ;
- Marin Leovac (né 1988), footballeur.

## Jumelages
La ville de Jajce est jumelée avec
- Plaisance (Italie)
- Alaçatı (Turquie)
- Hallsberg (Suède)
- Ottensheim (Autriche)
- Virovitica (Croatie)
- Zenica (Bosnie-Herzégovine)
- Tomislavgrad (Bosnie-Herzégovine)
- Szekszárd (Hongrie)